# Stjärnsoldaten
Stjärnsoldaten (engelska: Starship Troopers) är en science fiction-bok av Robert A. Heinlein, publicerad första gången (i en förkortad version) som en följetong i tidskriften The Magazine of Fantasy & Science Fiction (oktober–november 1959 som "Starship Soldier"), samt i hårdinbunden bok 1959.

## Handling
Boken handlar om den unge filippinske soldaten Juan "Johnny" Rico och hans bedrifter i Mobile Infantry – en futuristisk militärenhet utrustade med artificiella exoskelett. Ricos militära karriär går från rekryt till underofficer och till slut till officer under det interstellära kriget mellan mänskligheten och en spindeldjurlik ras kallad "the Bugs" (ungefär "krypen" på svenska).

### Teman
Genom Ricos ögon undersöker Heinlein de moraliska och filosofiska aspekterna av rösträtt, medborgerlig dygd, nödvändighet av krig, fysisk bestraffning och dödsstraff, samt ungdomsbrottslighet.
Romanen har väckt kontrovers och kritik för sina sociala och politiska teman, vilka vissa kritiker anser är militaristiska.

## Priser
Romanen vann Hugopriset för bästa roman 1960.

## Inflytande
Romanen hjälpte till att skapa den militära science fiction-litteraturen.

## Adaptioner
Boken har omarbetats till flera filmer och spel – mest känd är Paul Verhoevens film Starship Troopers från 1997.

## Svensk översättning
1987 utkom boken på svenska under namnet Stjärnsoldaten, översatt av Gabriel Setterborg. En senare svensk översättning av John-Henri Holmberg från 1996 hade titeln Starship Troopers.